# Ганс фон Безелер
Ганс Гартвіг Безелер, з 27 січня 1904 року — фон Безелер (нім. Hans Hartwig von Beseler; 27 квітня 1850, Грайфсвальд — 20 листопада 1921, Потсдам) — німецький військовий діяч, генерал-полковник. Кавалер ордена Pour le Mérite з дубовим листям.

## Біографія
Син доктора права Георга Безелера. У 1868 році вступив на службу в Прусську армію, брав участь у Франко-пруській війні. У 1888 році отримав посаду при генеральному штабі, в 1898—1899 роках командував полком, в 1899 році став оберквартирмейстером, в 1903 році отримав командування дивізією, в 1904 році став генеральним інспектором інженерних військ і фортець, в 1911 році вийшов у відставку.
В 1914 році призваний на службу у зв'язку з початком Першої світової війни і очолив 3-й резервний корпус. Керував облогою бельгійського міста Антверпен, яке зайняв 10 жовтня 1914 року. Потім був командувачем 4-го корпусу німецької армії в програній битві на Ізері.
Навесні 1915 року переведений на Східний фронт, де очолив 3-й резервний корпус в складі 10-ї армії. 10 травня його війська застосували бойові гази проти V Сибірського корпусу 2-ї армії. 20 серпня того ж року війська під його командуванням взяли Новогеоргієвськ. З 27 серпня 1915 по листопад 1918 року був німецьким військовим генерал-губернатором Королівства Польського з місцеперебуванням у Варшаві; намагався, досягнувши лише незначних успіхів, сформувати польський національний уряд і парламент під німецьким заступництвом, а також створити польську армію, що діяла б під німецьким контролем. 4 жовтня 1916 року прийняв декрет про примусову працю всіх поляків чоловічої статі у віці від 18 до 45 років.
Комп'єнське перемир'я і Листопадова революція поклали край правлінню Безелера, і після проголошення незалежності Польщі німецький генерал-губернатор разом з німецькими окупаційними військами покинув країну. На батьківщині його жорстко критикували націоналісти за «ліберальне» управління окупованими територіями.

## Звання
- Фенріх портупеї (3 листопада 1868)
- Другий лейтенант (9 жовтня 1869)
- Перший лейтенант (15 червня 1875)
- Гауптман (18 квітня 1882)
- Майор (19 вересня 1888)
- Оберстлейтенант (17 жовтня 1893)
- Оберст (22 березня 1897)
- Генерал-майор (27 січня 1900)
- Генерал-лейтенант (18 квітня 1903)
- Генерал піхоти (9 листопада 1907)
- Генерал-полковник (27 січня 1918)

## Нагороди
- Залізний хрест 2-го класу із застібками «25» і «1914»
- Хрест «За вислугу років» (Пруссія)
- Орден Корони (Пруссія) 2-го класу
- Залізний хрест 1-го класу
- Орден Франца Йосифа, лицарський хрест (Австро-Угорщина)
- Королівський орден дому Гогенцоллернів, командорський хрест із зіркою
- Орден Червоного орла, великий хрест
- Pour le Mérite з дубовим листям
  - орден (10 жовтня 1914)
  - дубове листя (20 серпня 1915)
- Почесний доктор інженерних наук Королівського вищого технічного училища Ганновера (19 жовтня 1914)
- Почесний громадянин міста Грайфсвальд (1915) — позбавлений в 1991 році.

## Вшанування
- На честь генерала була написана після «Слався, генерал фон Безелер» (Heil, General von Beseler).
- Західна батарея берегової оборони морського корпусу «Фландрія» отримала почесну назву «Безелер».